# Carlo Savina
Carlo Savina, né à Turin le 2 août 1919 et mort à Rome le 23 juin 2002, est un compositeur et chef d'orchestre italien.
Il a composé, arrangé et réalisé la musique de films et est le directeur de la musique de films comme Le Parrain (1972), Amarcord (1973), et L'Ours (1988).

## Biographie
Carlo Savina est né à Turin le 2 août 1919. Il est issu d'une famille de musiciens, son père était la première clarinette de l'orchestre de l' EIAR. 
Enfant, il apprend le violon et par la suite entre au Conservatoire Giuseppe Verdi de Turin, où il apprend le piano, le violon, la composition et la direction d'orchestre.
En 1945, il commence à composer la musique pour la radio. Au début de sa carrière, il reçoit le prix de l'Accademia Musicale Chigiana puis il crée son propre orchestre et devient célèbre. En 1950, il commence à composer et arranger la musique pour le cinéma. Ainsi, les trente années suivantes, il réalise la musique de plus de 200 films, devenant l'un des plus prolifiques compositeurs du XXe siècle.
Carlo Savina a travaillé avec de nombreux compositeurs de musique de film du XXe siècle, comme Ennio Morricone, Armando Trovajoli, Nino Rota, Mario Nascimbene, Stanley Myers, Stephen Sondheim, Philippe Sarde et Miklós Rózsa. Il a composé la musique de westerns spaghetti comme Ringo au pistolet d'or tout en étant directeur musical et chef d'orchestre de Federico Fellini pour le film Prova d'orchestra.
Carlo Savina est mort à Rome le  23 juin 2002

## Filmographie partielle
Musique bande sonore
- 1955 : La Chasse aux maris
- 1959 : Judith et Holopherne
- 1960 : C'est arrivé à Naples
- 1961 : Une vie difficile
- 1962 : Foudres sur Babylone
- 1962 : La Colère d’Achille
- 1962 : Maciste à la cour du Cheik
- 1962 : L'Épée du Cid (Las hijas del Cid) de Miguel Iglesias
- 1963 : Sémiramis, déesse de l'Orient
- 1963 : Maciste contre les Mongols
- 1964 : Spartacus et les Dix Gladiateurs
- 1965 : Gli amanti latini
- 1965 : Veneri al sole
- 1965 : Les espions meurent à Beyrouth (Le spie uccidono a Beirut)
- 1966 : La Crypte du vampire (La cripta e l'incubo)
- 1966 : L'Homme qui rit
- 1966 : Quelques dollars pour Django
- 1966 : Ringo au pistolet d'or
- 1967 : Joe l'implacable (Joe l'implacabile)
- 1968 : Le Sadique de la treizième heure (Nude... si muore)
- 1968 : American Secret Service, film de montage d'Enzo Di Gianni
- 1968 : Avec Django, la mort est là
- 1969 : La Dernière Balle à pile ou face (Testa o croce) de Piero Pierotti
- 1969 : Contronatura
- 1970 : Un joli corps qu'il faut tuer (Il tuo dolce corpo da uccidere)
- 1970 : Killer amigo (Ehi amigo... sei morto!) de Paolo Bianchini
- 1972 : Le Manoir aux filles (Ragazza tutta nuda assassinata nel parco)
- 1973  :Amarcord
- 1973 : Film d'amour et d'anarchie
- 1973 : Lisa et le Diable
- 1974 : La Brute, le Colt et le Karaté (Là dove non batte il sole) d'Antonio Margheriti
- 1974 : I figli di nessuno (it)
- 1974 : L'Assassin a réservé 9 fauteuils (L'assassino ha riservato nove poltrone)
- 1982 : Tiger Joe (Fuga dall'arcipelago maledetto) d'Antonio Margheriti
- 1985 : Pizza Connection